# أسلحة نافارون (فلم)
أسلحة نافارون (بالإنجليزية: The Guns of Navarone) هو فيلم مغامرة تم إنتاجه في المملكة المتحدة وصدر في سنة 1961.
- أنتوني كوين

## الميزانية والإيرادات
بلغت تكلفة إنتاج الفيلم حوالي 6 ملايين دولار بينما حقق أرباحا تقدر بـ 28,900,000 دولار.

### ترشيحات وجوائز
| السنة | الحدث  | الفئة     | النتيجة |
| ----- | ------ | --------- | ------- |
|       | أوسكار | أفضل فيلم | ترشـيـح |

## وصلات خارجية
- مقالات تستعمل روابط فنية بلا صلة مع ويكي بيانات